# Hexalaughlia orientalis
Hexalaughlia orientalis is een krabbensoort uit de familie van de Hexapodidae. De wetenschappelijke naam van de soort is voor het eerst geldig gepubliceerd in 1909 door Rathbun.